# سوليسينو
سوليسينو (بالإيطالية: Solesino)‏ هي بلدية في مقاطعة باذوة في منطقة فنيتة الإيطالية، وتقع على بعد 50 كيلومترًا (31 ميلًا) جنوب غرب مدينة البندقية و30 كيلومترًا (19 ميلًا) جنوب غرب باذوة.